# Sithembiso Nyoni
Pour les articles homonymes, voir Nyoni.
Sithembiso Gile Gladys Nyoni est une femme politique zimbabwéenne, ancienne ministre du Développement des petites et moyennes entreprises. Depuis 2017, elle est ministre des Femmes et de la Jeunesse.

## Carrière politique

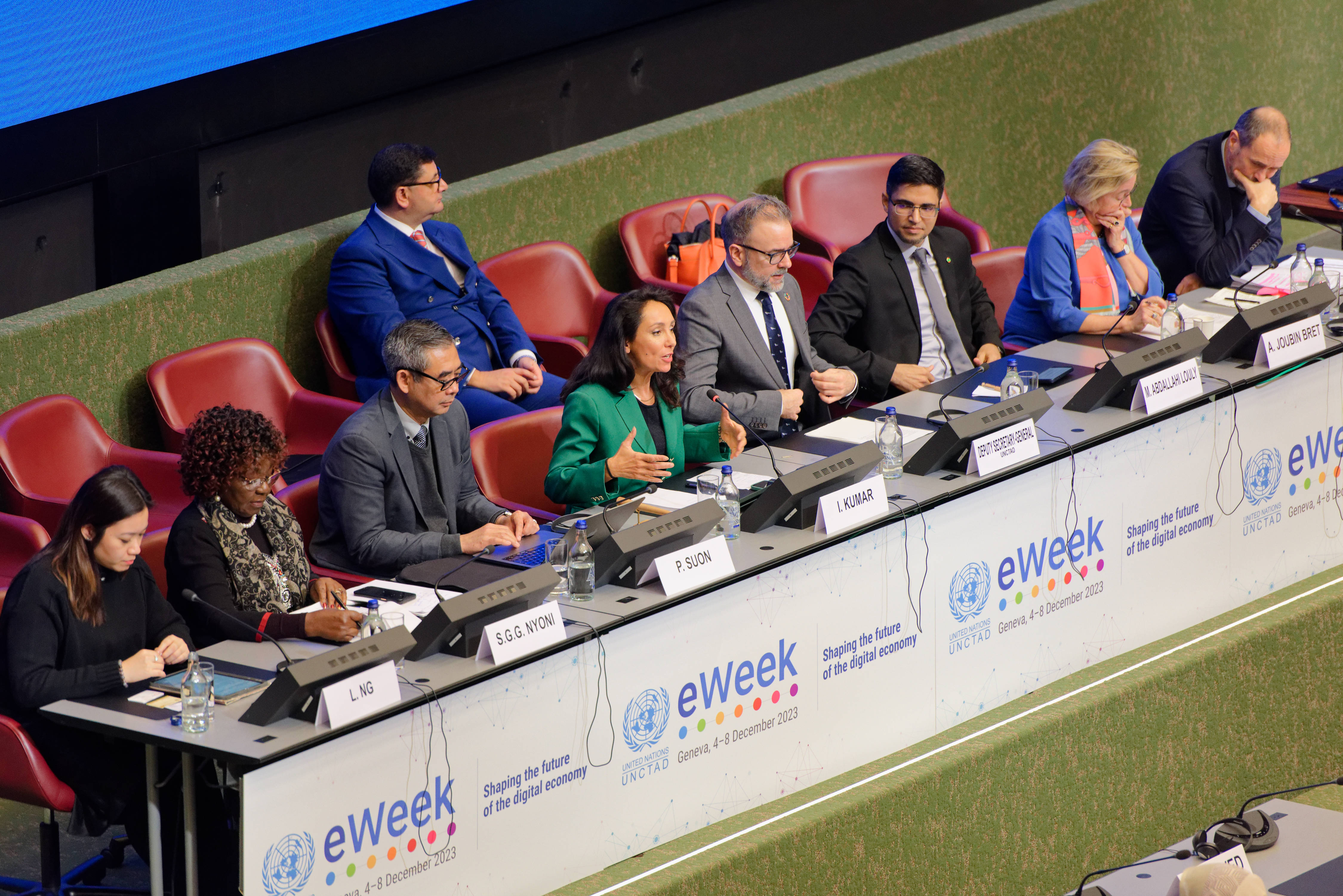
Sithembiso Gile Gladys Nyoni au Centre international de conférences de Genève (CICG), le 4 décembre 2023.

Aux élections parlementaires de mars 2008, elle est élue à l'Assemblée du Zimbabwe en tant que candidate de l'Union nationale africaine du Zimbabwe - Front patriotique (ZANU-PF), dans la circonscription de Nkayi Nord.
Le 3 janvier 2009, le Herald rapporte qu'elle a été démise de ses fonctions de ministre du Développement des petites et moyennes entreprises comme onze autres ministres, car elle n'avait pas été réélue au parlement.
Le 1er décembre 2017, le président Emmerson Mnangagwa la nomme ministre des Femmes et de la Jeunesse.

## Distinctions
En 1993, elle reçoit le Right Livelihood Award, ou Prix Nobel alternatif, pour son action au sein de Rural Associations for Progress.